# 朝寝坊のらく
朝寝坊 のらく（あさねぼう のらく）は東京の落語家の名。
- 朝寝坊のらく - 後∶六代目立川談志
- 朝寝坊のらく - 現∶六代目立川ぜん馬

朝寝坊 のらく（あさねぼう のらく、1954年8月18日 - 2001年頃?〈没年不詳〉）は、落語立川流に所属していた落語家。本名∶有賀 健司。

## 略歴・人物
1983年11月に7代目立川談志に入門し「立川談々」と名乗る。1988年3月に立川談坊（のちの6代目立川文都）、立川談春、立川志らくと共に二つ目昇進し3代目「朝寝坊のらく」と改名。1990年代には志らくと談春で立川ボーイズを結成、深夜番組『ヨタロー』に出演するなど活躍。『ヨタロー』最終回までの数回は出演していないが、理由は不明。のちに廃業した。弟弟子であった立川志らくによると、廃業時期は『ヨタロー』の放送終了からしばらくした頃だという。
立川流の他の落語家により、既に死去していることが言及されている。本人廃業後の弟弟子にあたる立川志加吾（現・登龍亭獅篭）の漫画『風とマンダラ』（単行本発売2002年）には、「近所で朝寝坊のらくさんの密葬がありました（享年47）が、ご存じでしたか？」というメールが読者から来た、という4コマ漫画がある。弟弟子の立川志らくは、2010年2月に公開したWebエッセイで、のらくが故人であると述べてその思い出を語っている。

## 演じた俳優
- 北村有起哉（ドラマ「赤めだか」、2015年）